# La Paternal
La Paternal è un quartiere (barrio) nel centro della città di Buenos Aires (Argentina). Il quartiere è stato fondato nel 1904. I primi abitanti della vicinanza erano immigranti dall'Europa (principalmente italiani e ebrei).

## Geografia
Confina a nord con Villa Ortúzar, a nord-est con Chacarita, ad est con Villa Crespo, a sud-est con Caballito, a sud con Villa General Mitre, a sud-ovest con Villa del Parque, Agronomía e Parque Chas a nord-ovest.

## Storia
Il quartiere assunse l'attuale denominazione nel 1904. Il toponimo deriva dal nome della compagnia assicuratrice proprietaria di parte dei terreni sui quali stava sorgendo l'abitato.

## Infrastrutture e trasporti
Il quartiere è servito dalla stazione La Paternal della linea suburbana San Martín e dalla stazione Arata della linea suburbana Urquiza.

## Sport
La società calcistica più importante del quartiere e l'Argentinos Juniors che disputa le sue partite interne presso lo stadio Diego Armando Maradona, situato all'interno dei confini del limitrofo quartiere di Villa General Mitre.